# Ivan Mitrov
Ivan Mitrov (in macedone Иван Митров?; Kočani, 24 ottobre 1988) è un calciatore macedone, centrocampista dell'Iberico Bienne.